# Європейські Демократи (Грузія)
«Європейські демократи» (груз.: ევროპელი დემოკრატები) — це політичний рух у Грузії, сформований в 2005 році групою внутрішньо переміщених осіб з окупованої Абхазії. Його головою є Паата Давітая, колишній міністр юстиції в Уряді Абхазії. Партія фокусується в основному на проблему Абхазії та націлена на переміщених осіб.
Партія була членом Об'єднаного Опозиційного Альянсу, який в листопаді 2007 року організував масові антиурядові демонстрації, та брала участь у на парламентських виборах у травні 2008 року.
Голова партії Пата Давітая вважає, що додавання назви Аланія на окуповану Південну Осетію — це спроба об'єднати її з Північною Осетією.
Партія також є членом Альянсу Балто-Чорноморських націй.